# Olympische Sommerspiele 1984/Teilnehmer (Trinidad und Tobago)
| Gelbes Symbol für Goldmedaillen mit stilisierten Olympischen Ringen | Graues Symbol für Silbermedaillen mit stilisierten Olympischen Ringen | Braundes Symbol für Bronzemedaillen mit stilisierten Olympischen Ringen |
| ------------------------------------------------------------------- | --------------------------------------------------------------------- | ----------------------------------------------------------------------- |
| —                                                                   | —                                                                     | —                                                                       |

Trinidad und Tobago nahm an den Olympischen Sommerspielen 1984 in Los Angeles, USA, mit einer Delegation von 16 Sportlern (elf Männer und fünf Frauen) teil.

## Teilnehmer nach Sportarten

### Boxen
- Nirmal Lorick
Federgewicht: 17. Platz

- Don Smith
Halbschwergewicht: 17. Platz

### Leichtathletik
- Hasely Crawford
100 Meter: Viertelfinale

- Mike Paul
200 Meter: Halbfinale
4 × 100 Meter: Halbfinale

- Anton Skerritt
200 Meter: Viertelfinale
4 × 100 Meter: Halbfinale

- Ali St. Louis
200 Meter: Vorläufe

- Mike Puckerin
4 × 100 Meter: Halbfinale

- Derek Archer
4 × 100 Meter: Halbfinale

- Gillian Forde
Frauen, 100 Meter: Viertelfinale
Frauen, 4 × 100 Meter: 6. Platz

- Angela Williams
Frauen, 100 Meter: Viertelfinale
Frauen, 200 Meter: Vorläufe
Frauen, 4 × 100 Meter: 6. Platz

- Gail Emmanuel
Frauen, 400 Meter: Vorläufe

- Janice Bernard
Frauen, 4 × 100 Meter: 6. Platz

- Ester Hope-Washington
Frauen, 4 × 100 Meter: 6. Platz

### Radsport
- Gene Samuel
Sprint: 5. Runde
1000 Meter Zeitfahren: 4. Platz

### Schwimmen
- Paul Newallo
100 Meter Brust: 28. Platz
200 Meter Brust: 32. Platz

### Segeln
- Jean-Marc Holder
Finn-Dinghy: 20. Platz